# Abyss (comics)
Pour les articles homonymes, voir Abyss et Abysses.
Abyss est un personnage de fiction, un mutant appartenant à l'univers de Marvel Comics. Créée par les scénaristes Scott Lobdell, Mark Waid et les dessinateurs Roger Cruz, Steve Epting, une première version du personnage apparaît dans le comic book X-Men Alpha #1 en 1995. L'histoire se déroule dans une réalité alternative nommé Age of Apocalypse. Dans le comic book Cable #40 en 1997, le personnage sera introduit dans la continuité principale par le scénariste Todd Dezago et le dessinateur Scott Clark.

## Biographie du personnage
Dans la continuité principale, Nils Styger, surnommé Abyss, est un mutant né sur l'île de Genosha et c'est le fils d'Azazel. Comme de nombreux mutants de Genosha, il contracte le virus Legacy, libéré par accident dans l'air par Mister Sinistre. Condamné à plus ou moins long terme, il accepte de travailler pour le Professeur Xavier en tant que garde du corps de Renee Majcomb, une scientifique qui cherche un remède, dans son laboratoire situé dans un bayou en Louisiane. Là, il aide Cable, Domino et Douglock à protéger Renee des soldats de l'Opération Tolérance Zéro.
Quand le virus est finalement vaincu, grâce au sacrifice de Colossus, Styger voyage jusqu'en Allemagne. À Berlin, il affronte Fever Pitch. Tous deux sont appréhendés par les X-Corps menés par Le Hurleur. Captif, il assiste au meurtre de Sunpyre perpétré par des traîtres de la milice mutante, sous les ordres de Mystique. Blessé, Le Hurleur libère Abyss, qui est capable d'aspirer la terroriste dans le vide de son corps
Plus tard, Abyss est contraint de se rendre sur l'Isla des Demonas, dans les Caraïbes, comme d'autres mutants. Ils sont attirés par leur père biologique, Azazel, un mutant démoniaque visant à conquérir le monde depuis sa dimension. Dans le combat, de nombreux demi-frères d'Abyss et Diablo sont tués. Abyss, lui, survit et relâche Mystique. Polaris utilise ses pouvoirs magnétiques pour calibrer la téléportation d'Abyss et les héros s'échappent, bloquant Azazel dans son monde.
À la suite du M-Day, Abyss perd ses pouvoirs mutants. Désormais simple humain, il rejoignit X-Celle, un groupe terroriste formé par d'anciens mutants souhaitant récupérer leurs pouvoirs, et affronte Facteur-X.

## Pouvoirs et capacités
En tant que mutant, Nils Styger possède un corps composé de rubans sombres, torsadés, extrêmement pliables, qui peuvent envelopper une cible et la faire traverser un portail dimensionnel. Abyss contrôle mal son pouvoir et en cas de colère ou de peur, aspire tout ce qui se trouve à sa portée. Ses canines sont pointues. À la suite du M-Day, Abyss perd ses pouvoirs.

## Version alternative
Dans le crossover Age of Apocalypse, paru avant l'introduction du personnage dans la continuité principale, Abyss est un des cavaliers d'Apocalypse, remplaçant de Bastion. Il est chargé de profiter du sauvetage des humains d'Amérique, effectué avant l'assaut des Sentinelles, pour massacrer le plus d'humains possibles, épaulé par la confrérie du Chaos. Neutralisé une première fois par Vif-Argent, qui l'envoie dans le vide de son corps. Il est finalement tué lors d'un affrontement avec le Hurleur. Ce dernier se sacrifie en pénétrant dans le vide de son corps et le fait imploser.